# Monochamus nigromaculicollis
Monochamus nigromaculicollis là một loài bọ cánh cứng trong họ Cerambycidae.